# Liège (métro de Paris)
Pour les articles homonymes, voir Liège (homonymie).
Liège est une station de la ligne 13 du métro de Paris, située à la limite des 8e et 9e arrondissements de Paris. Elle est ouverte le 26 février 1911 par la compagnie du Nord-Sud, sur sa ligne B, actuel tronçon de la ligne 13.
La station est originale à plus d'un titre : elle est une des deux seules stations parisiennes construites à quais totalement décalés à cause de l'étroitesse de la rue ; elle a changé de nom ; elle a été fermée durant près de trente ans du fait du déclenchement de la Seconde Guerre mondiale ; elle possède une décoration de fresques en céramique uniques en leur genre sur le réseau ; enfin, elle est la dernière station à avoir possédé des horaires restreints jusqu'en 2006.

## Situation

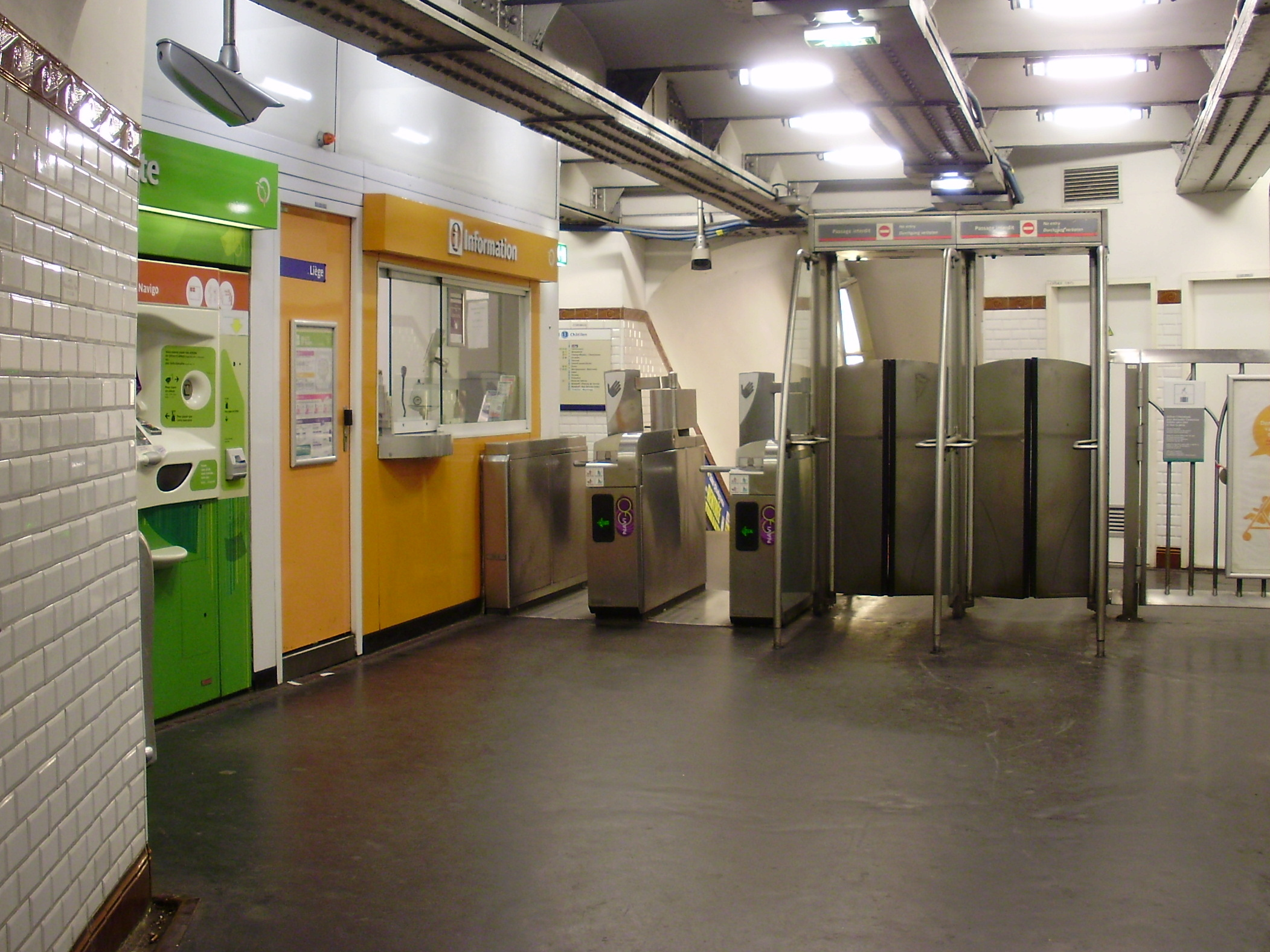
La salle de distribution, comportant l'espace de vente des titres de transport.

Établie en tranchée couverte, Liège est une station de la ligne 13 du métro de Paris située entre les stations Saint-Lazare et Place de Clichy.
Elle se situe sous la rue d'Amsterdam, de part et d'autre de la rue de Liège, en limite des 8e et 9e arrondissements de Paris, à trois cents mètres environ au nord de la gare de Paris-Saint-Lazare. Le quai en direction du sud (vers Châtillon - Montrouge) se situe au nord du carrefour tandis que le quai en direction du nord (vers Asnières et Saint-Denis) se situe au sud. Dans chaque sens de circulation, les trains s'arrêtent dans la première demi-station rencontrée.

## Histoire
La station est construite par la Société du Nord-Sud, compagnie concurrente à la Compagnie du chemin de fer métropolitain de Paris (CMP) qui exploite alors l'essentiel du réseau parisien. Elle est ouverte le 26 février 1911 avec la première branche de la ligne B, entre Saint-Lazare et Porte de Saint-Ouen.

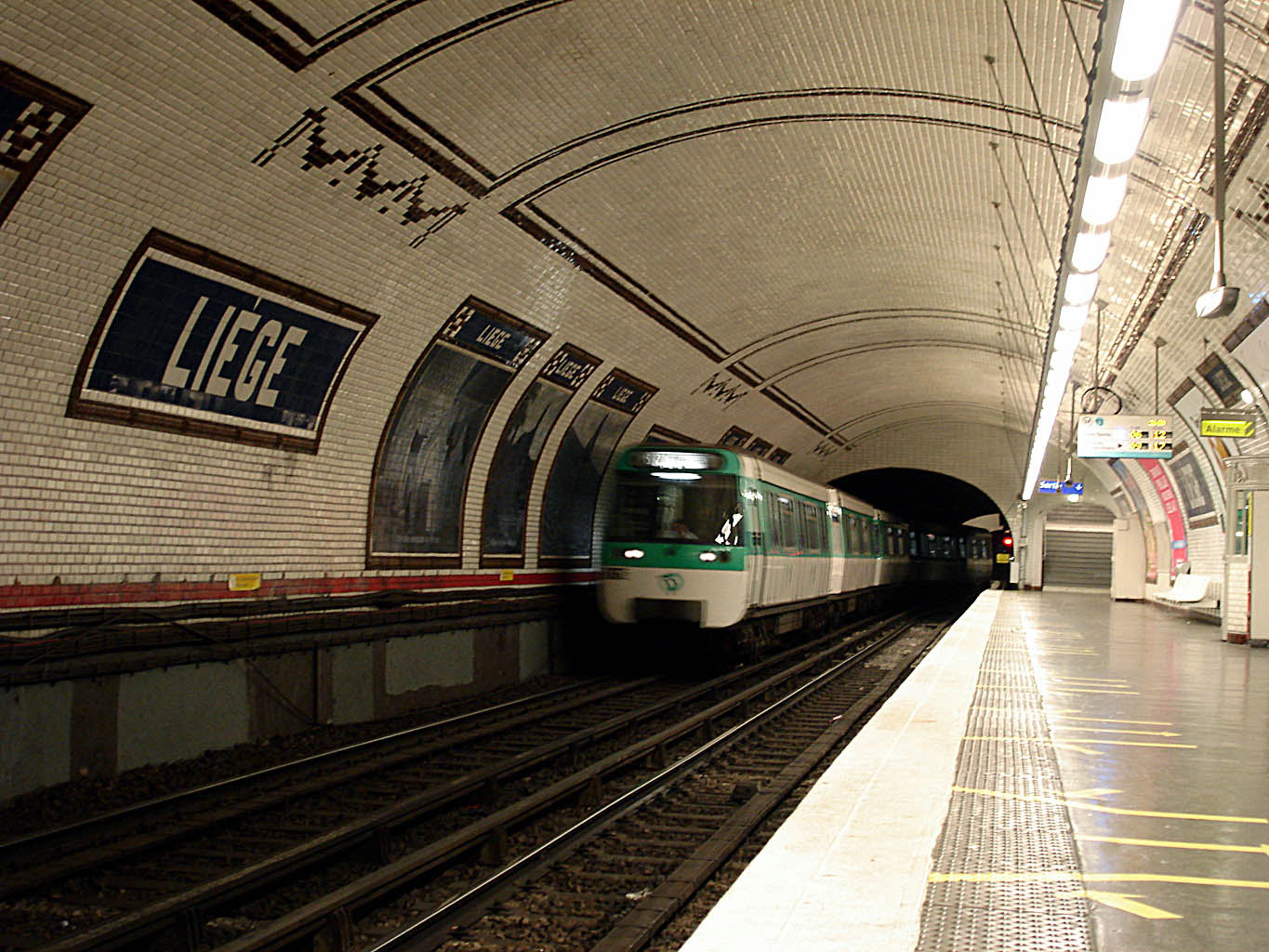
La station Liège possède des représentations de plusieurs sites de la province de Liège, en Belgique. La station est également construite avec des quais décalés, ici en juillet 2008.

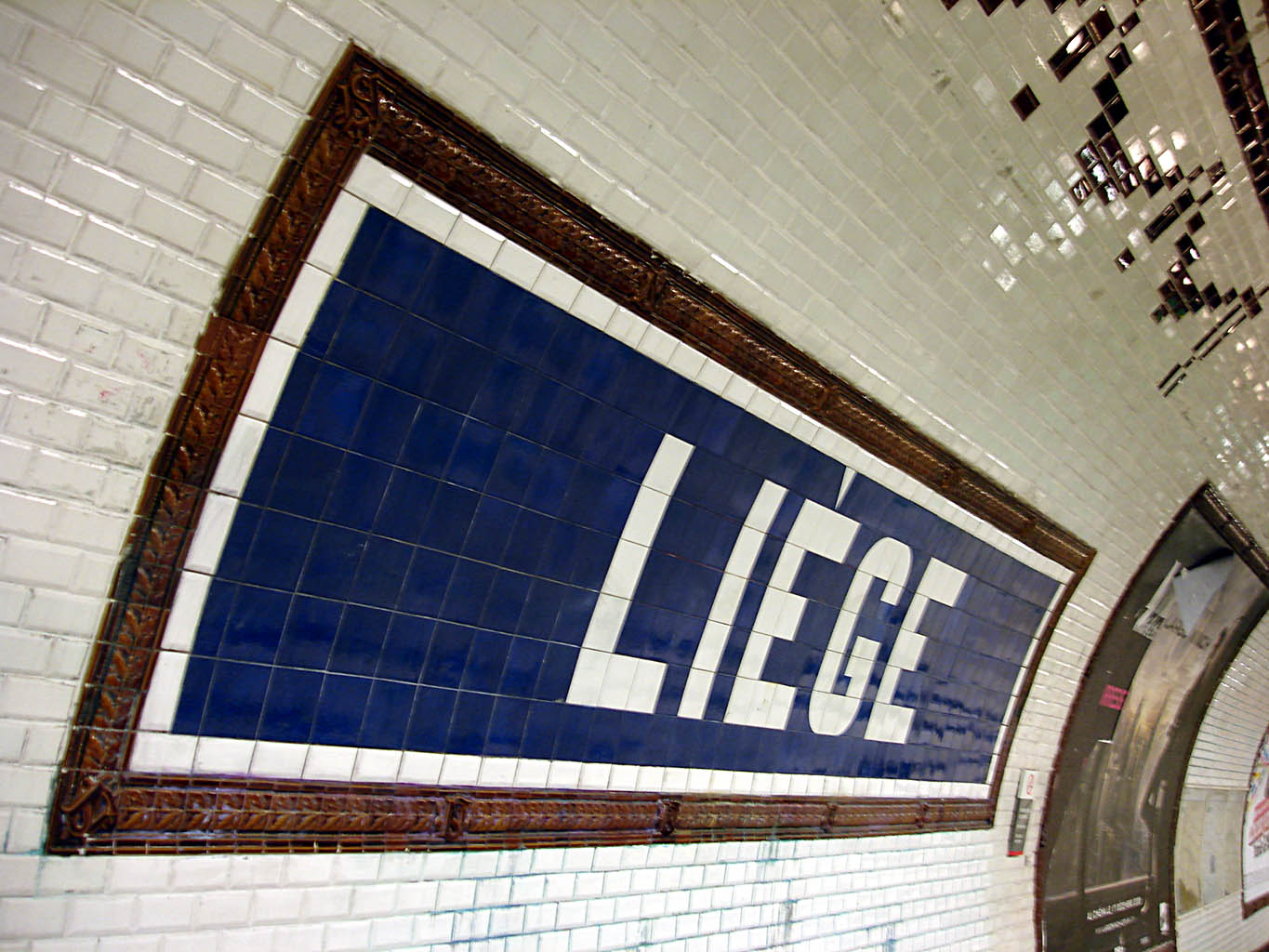
Typographie de type « Nord-Sud ».

La station s'appelle alors Berlin. Au début de la Première Guerre mondiale, le 2 août 1914, elle est fermée ; à sa réouverture le 1er décembre de la même année, elle est, ainsi que la rue éponyme, débaptisée pour prendre le nom de la ville belge, nom donné afin de célébrer la résistance héroïque de cette ville lors de l'attaque allemande. L’appellation culinaire « café liégeois » en lieu et place de « café viennois » a la même origine.
Le 27 mars 1931, après l'absorption de la société Nord-Sud par la CMP, la ligne B du Nord-Sud devient la ligne 13.
La station Liège est fermée début août 1939 dans le cadre du plan gouvernemental prévoyant un service réduit sur le réseau métropolitain, qui ne laisse subsister, par mesure d'économie, que 85 stations ouvertes. La plupart des stations rouvrent après le conflit, mais huit d'entre elles restent fermées car peu rentables et deviennent des « stations fantômes ». La station Liège est finalement rouverte le 16 septembre 1968, après vingt-neuf années de fermeture, mais au prix d'horaires d'ouverture aménagés par économie, compte tenu de la faiblesse du trafic envisagé. En 1982, une nouvelle décoration  est ajoutée : elle est faite de céramique de Welkenraedt (localité de la province de Liège) et évoque des paysages et des monuments de ladite province.
Alors que la station Rennes de la ligne 12, également à horaires réduits depuis sa réouverture en 1968, retrouve les horaires habituels du métro le 6 septembre 2004 à la suite de l'action des riverains et des élus locaux, la station Liège demeure la dernière station du métro de Paris à être fermée après 20 h en semaine (les derniers trains s'y arrêtaient vers 19 h 50), et toute la journée les dimanches et jours de fêtes.

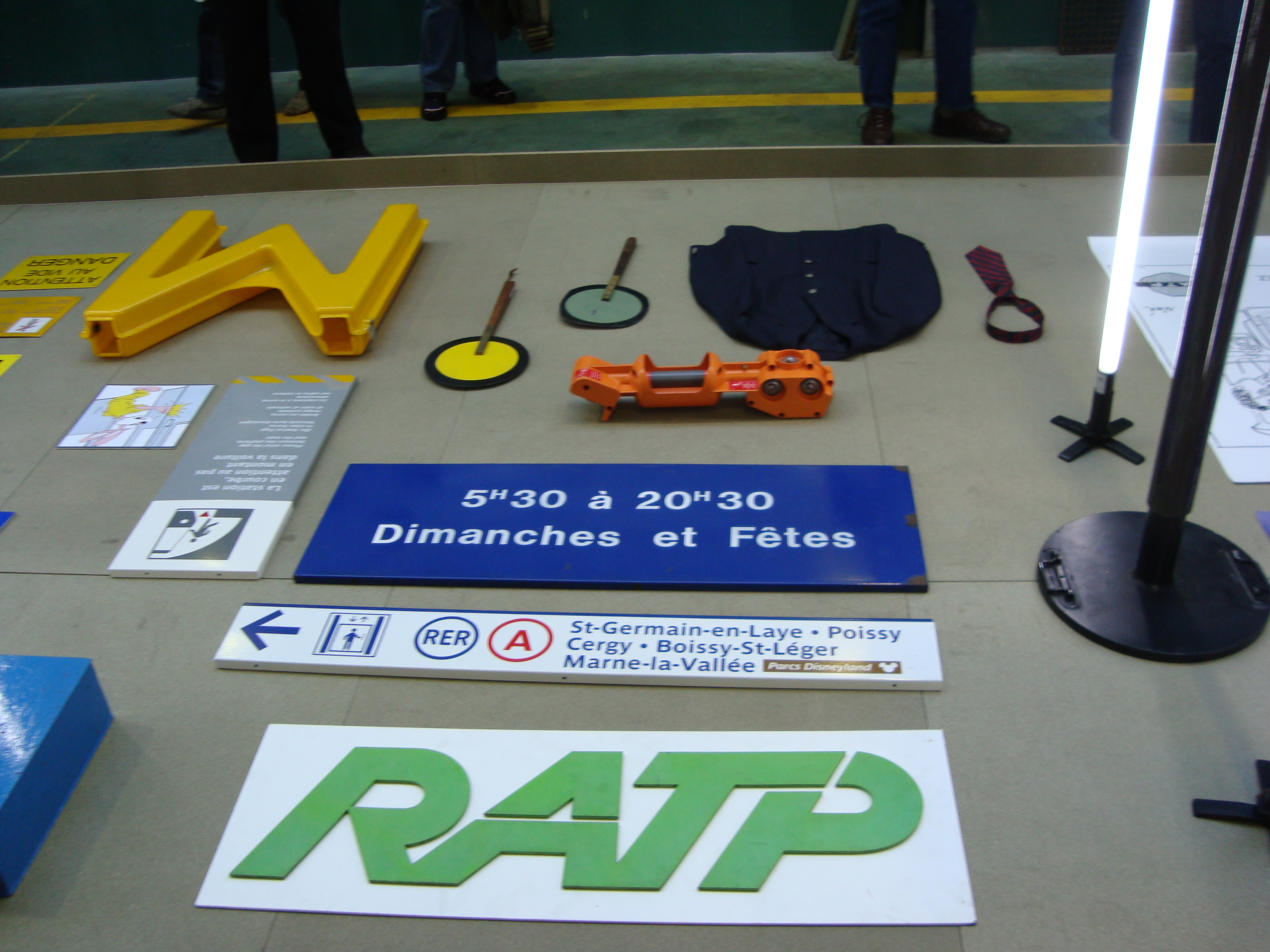
L'ancien panneau indiquant la restriction horaire.

Toutefois, l'évolution sociologique du quartier desservi, où les familles se réimplantent progressivement à la place de bureaux, et l'incongruité de la situation provoquent un mécontentement croissant de la part des riverains. L'évolution des modes de vie et des horaires, avec une moindre concentration sur les heures de pointe, rendent les horaires réduits de la station de plus en plus inacceptables pour les habitants. Ceux-ci demandent une ouverture de la station aux horaires normaux du réseau, leur évitant un report peu pratique aux stations encadrantes Saint-Lazare ou Place de Clichy.
À la suite de pétitions, les revendications sont portées par les maires des 8e et 9e arrondissements de Paris. Mais, compte tenu de l'absence de résultat des différentes requêtes, les habitants organisent une manifestation dans la station le 9 mars 2006 en présence des maires des deux arrondissements concernés. En conséquence, conformément à une décision du conseil d'administration du Syndicat des transports d'Île-de-France (STIF) en date du 5 avril 2006, Liège retrouve les mêmes horaires que toutes les autres stations du réseau le 4 décembre 2006, mettant fin à la pratique des horaires réduits pour une station de métro à Paris.

Fin 2011, la station est dotée de façades de quais dans le cadre du plan d'actions défini en 2010 visant à améliorer la régularité de la ligne 13. Les fresques murales font depuis l'objet d'un éclairage par le bas à l'aide de barres de diodes.

### Fréquentation annuelle
| Année                      | 2011      | 2012      | 2013      | 2014      | 2015      | 2016      | 2017      | 2018      | 2019      | 2020    | 2021      |
| -------------------------- | --------- | --------- | --------- | --------- | --------- | --------- | --------- | --------- | --------- | ------- | --------- |
| Nombre de voyageurs par an | 1 731 063 | 1 732 029 | 1 712 165 | 1 659 751 | 1 676 715 | 1 690 807 | 1 738 577 | 1 795 368 | 1 662 452 | 740 144 | 1 143 956 |
| Rang                       | 260e      | 263e      | 266e      | 274e      | 269e      | 267e      | 265e      | 265e      | 271e      | 275e    | 268e      |
| Nombre de stations         | 300       | 301       | 302       | 302       | 302       | 302       | 302       | 302       | 302       | 304     | 304       |

## Services aux voyageurs

### Accès
La station ne dispose que d'un seul accès : un escalier sur le terre-plein face au 21, rue de Liège.

### Quais

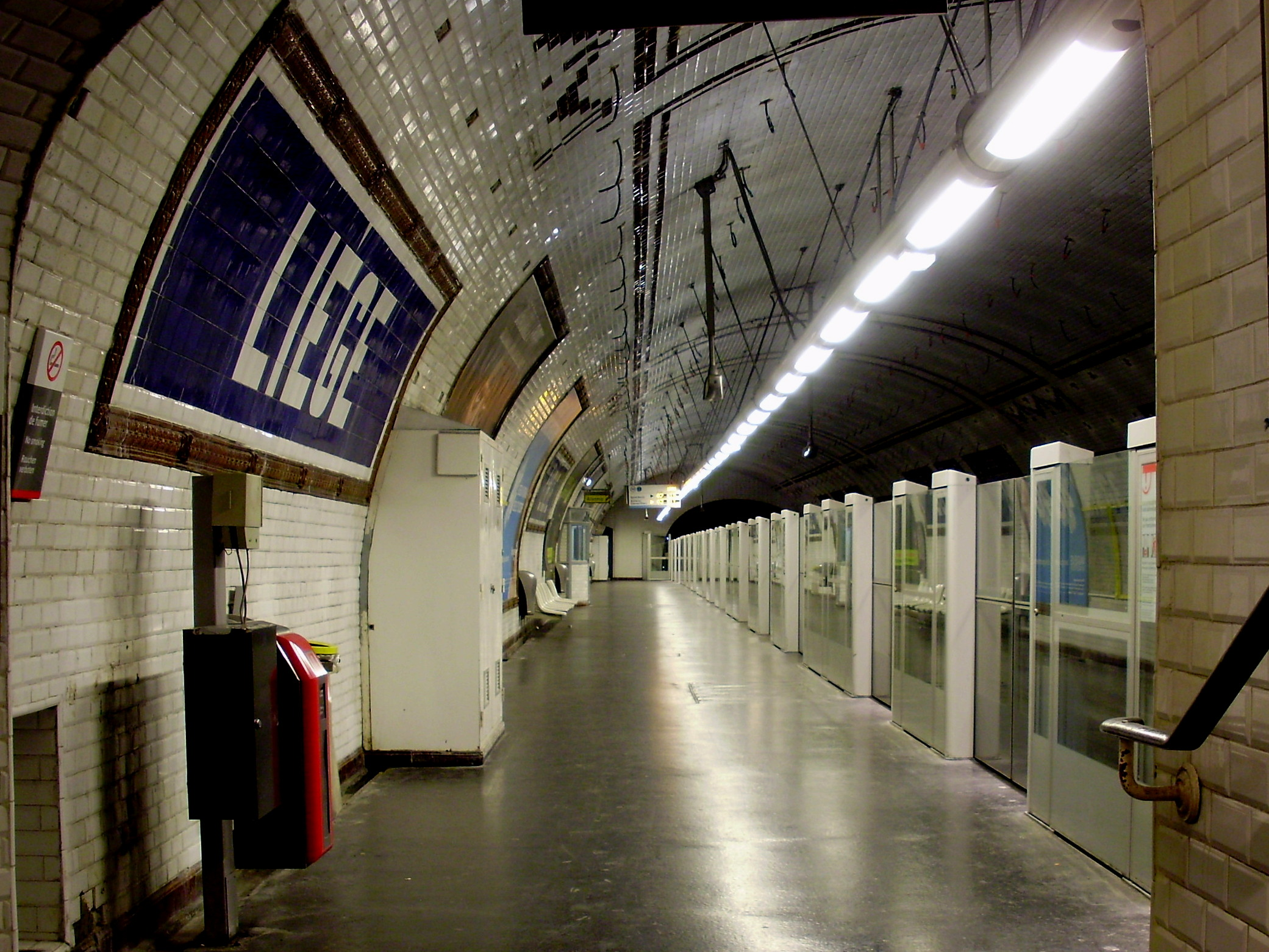
Quai doté de portes palières, en direction du nord de la ligne 13 (vers Asnières et Saint-Denis), en septembre 2013.

Son emplacement géographique explique une de ses particularités : elle comporte deux quais qui ne se font pas face ; la rue d'Amsterdam étant trop étroite pour accueillir le dispositif classique sur le réseau, les trains s'arrêtent dans la première demi-station rencontrée. La station Commerce, sur la ligne 8 est la seule autre dans la capitale construite sur ce modèle pour les mêmes raisons, à ceci près que les trains s'y arrêtent dans la seconde demi-station croisée. Quant à la station Anatole France à Levallois-Perret, sur la ligne 3, elle possède des quais seulement partiellement décalés.
La station est décorée à l'origine comme toutes les stations sans correspondance de la Société du chemin de fer électrique souterrain Nord-Sud de Paris, dite plus simplement le « Nord-Sud », avec son nom annoncé sur de vastes mosaïques et des frises de céramique marron portant le sigle « NS ». Cette décoration est complétée d'une nouvelle dans le cadre des échanges culturels entre la France et la Belgique en 1982. Celle-ci est à base de céramiques de Welkenraedt réalisée à partir de photos et installée dans les cadres publicitaires du pied-droit face au quai unique de chaque demi-station. Elle évoque des paysages et monuments de la province de Liège. Cette modification voit également la pose de nouveaux carrelages sur les tympans d'entrée de chaque quai, avec le blason de la ville de Liège sur l'un des deux tympans. Les céramiques des deux quais sont l'œuvre de deux scénographes liégeois, Marie-Claire Van Vuchelen pour la direction sud et Daniel Hicter, pour la direction nord. Les dix-huit fresques, neuf dans chaque direction, sont réalisées en couleur au nord et en bichromie bleue au sud.
Les neuf fresques de la demi-station nord, en direction de Châtillon - Montrouge, représentent (de gauche à droite) : Huy : le pont, la collégiale, la citadelle ; Nessonvaux : la vallée de la Vesdre ; Liège : la maison Curtius ; Verviers : Hôtel de ville ; Visé : l'hôtel de ville ; Liège : le Perron ; Soumagne : le château de Wégimont ; la vallée du Hoyoux : Modave ; Colonster : la vallée de l'Ourthe.

Demi-station nord, avant la pose des portes palières
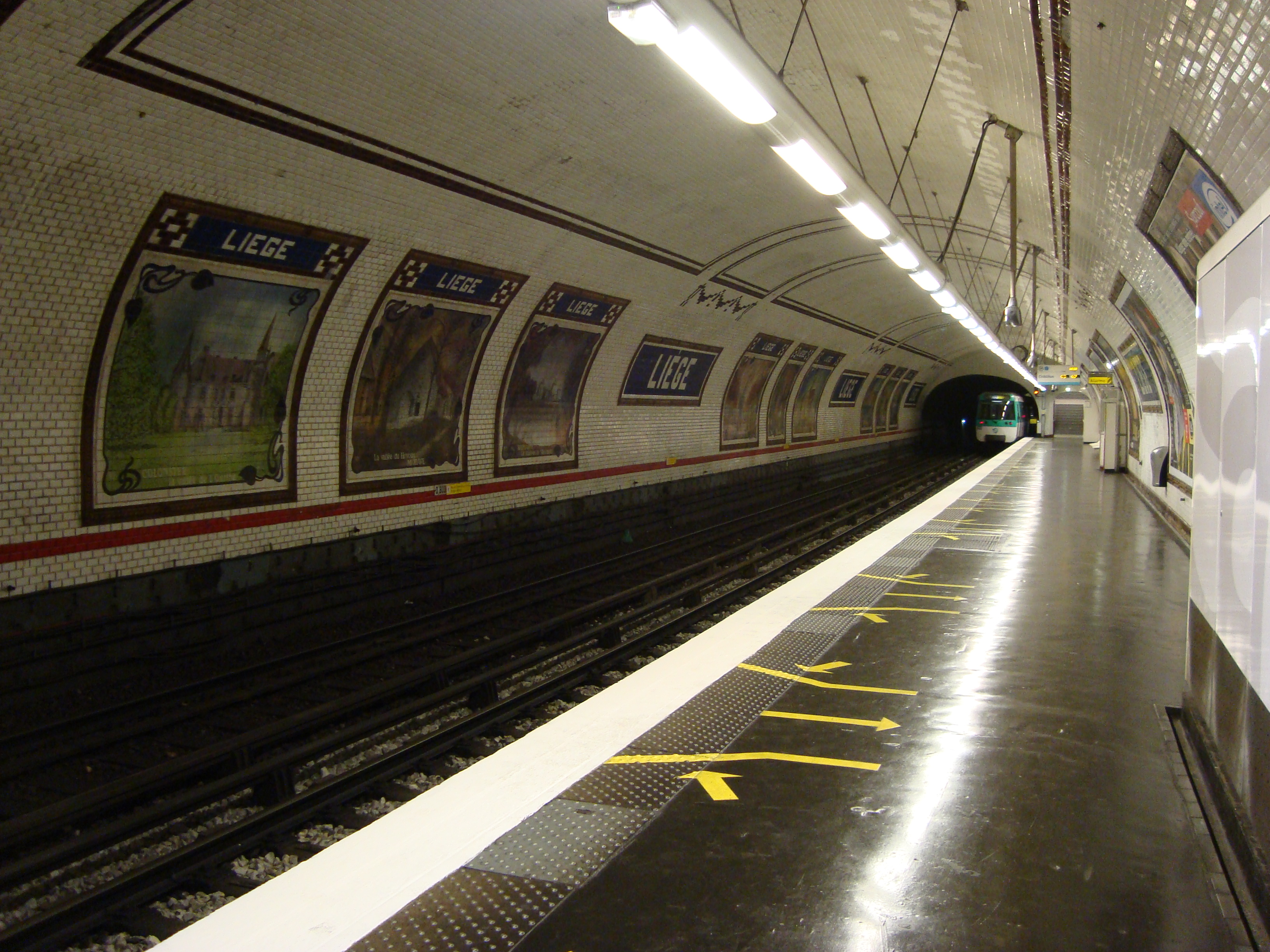
Une rame MF 77 quitte la demi-station nord.
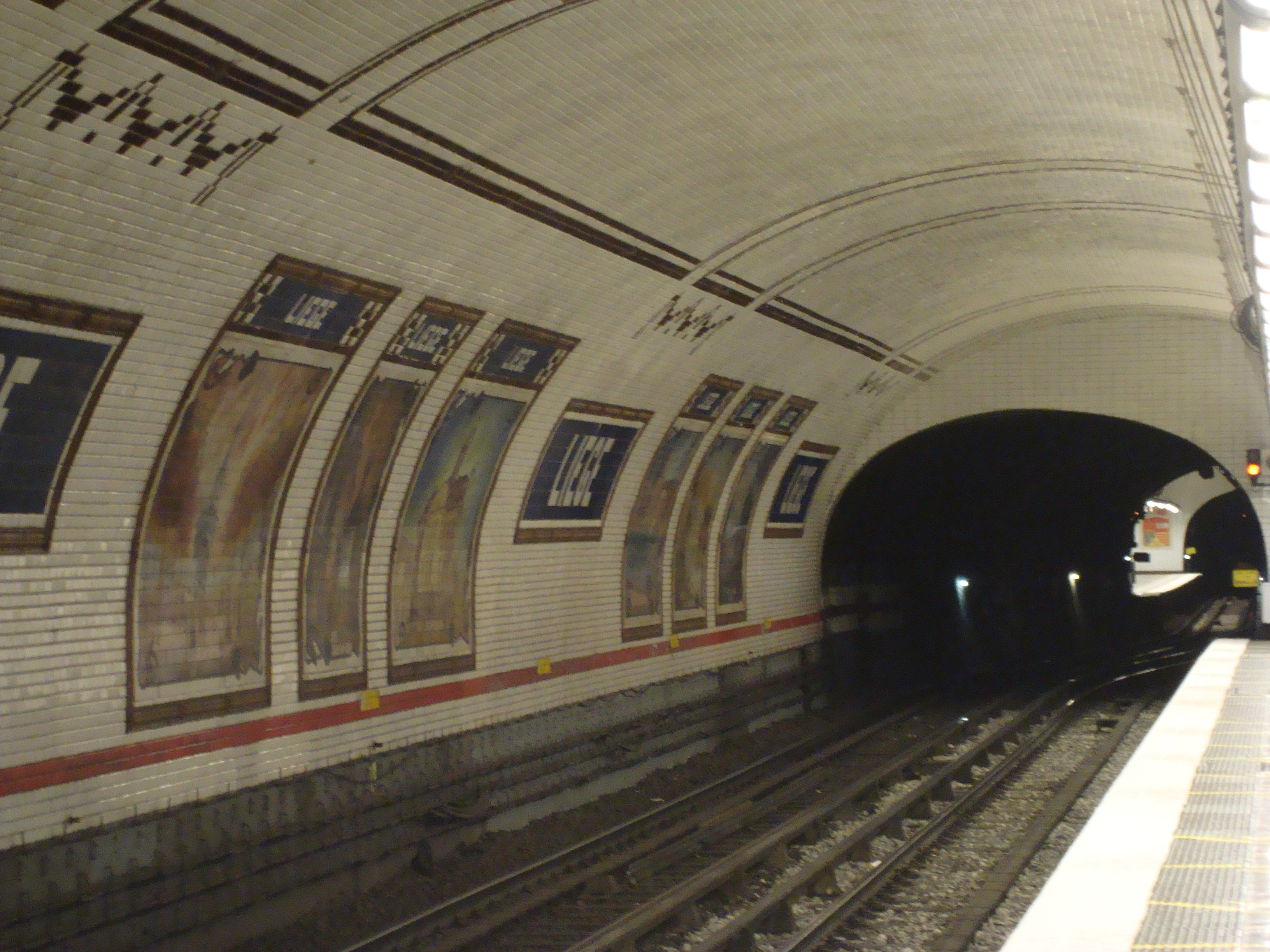
Vue (au fond) du quai direction Sud→Nord depuis le quai Nord→Sud.
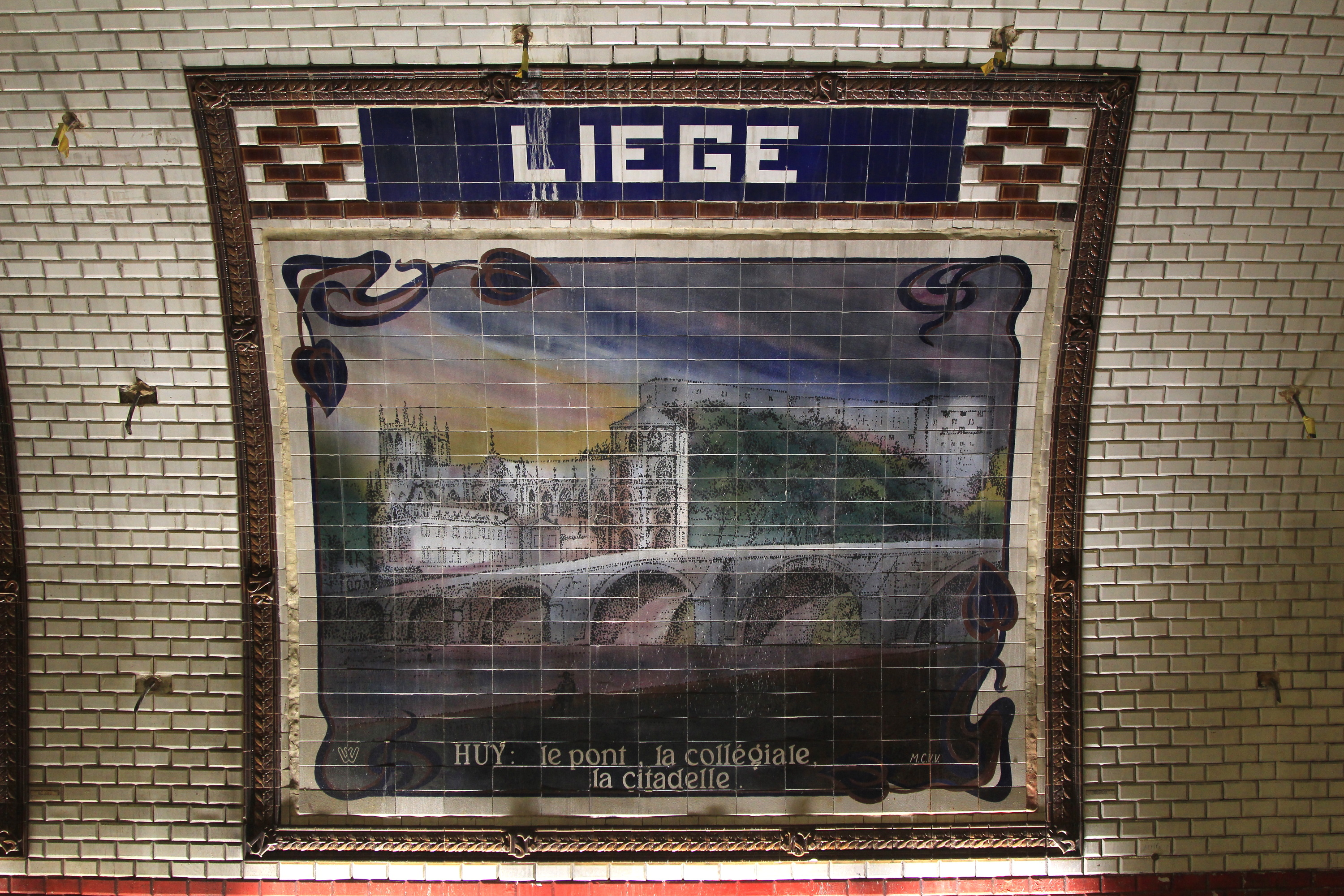
Huy : le pont, la collégiale, la citadelle.
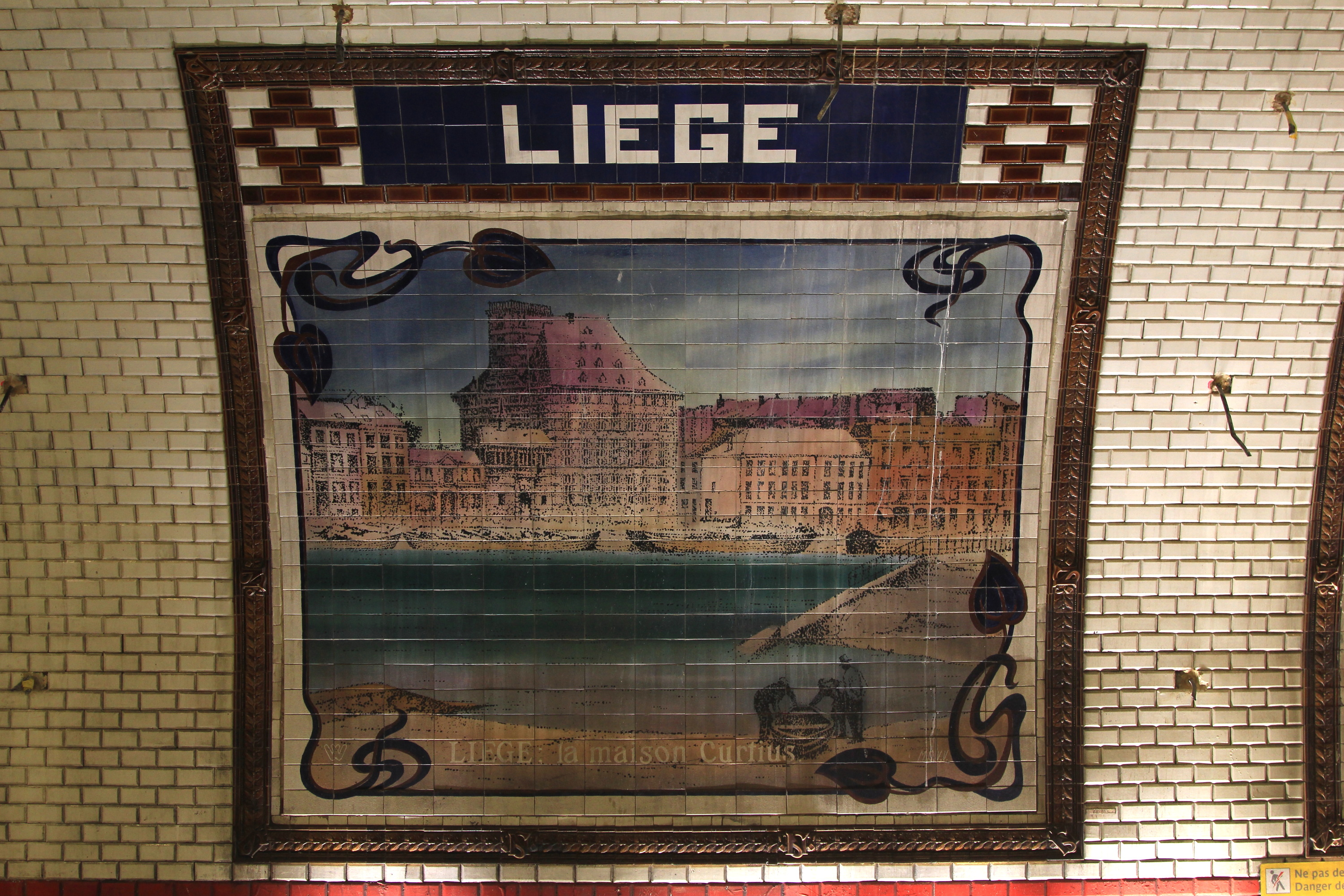
Liège : la maison Curtius.

Les neuf fresques de la demi-station sud, en direction d'Asnières et Saint-Denis, représentent (de gauche à droite) : le château de Chokier, le circuit de Spa-Francorchamps, Liège : le palais des Princes-Évêques, Momalle : une église de Hesbaye, le château de Jehay, le barrage de la Gileppe, Limbourg, la vallée de l'Amblève : la cascade de Coo, Les Hautes Fagnes.

Demi-station sud, avant la pose des portes palières
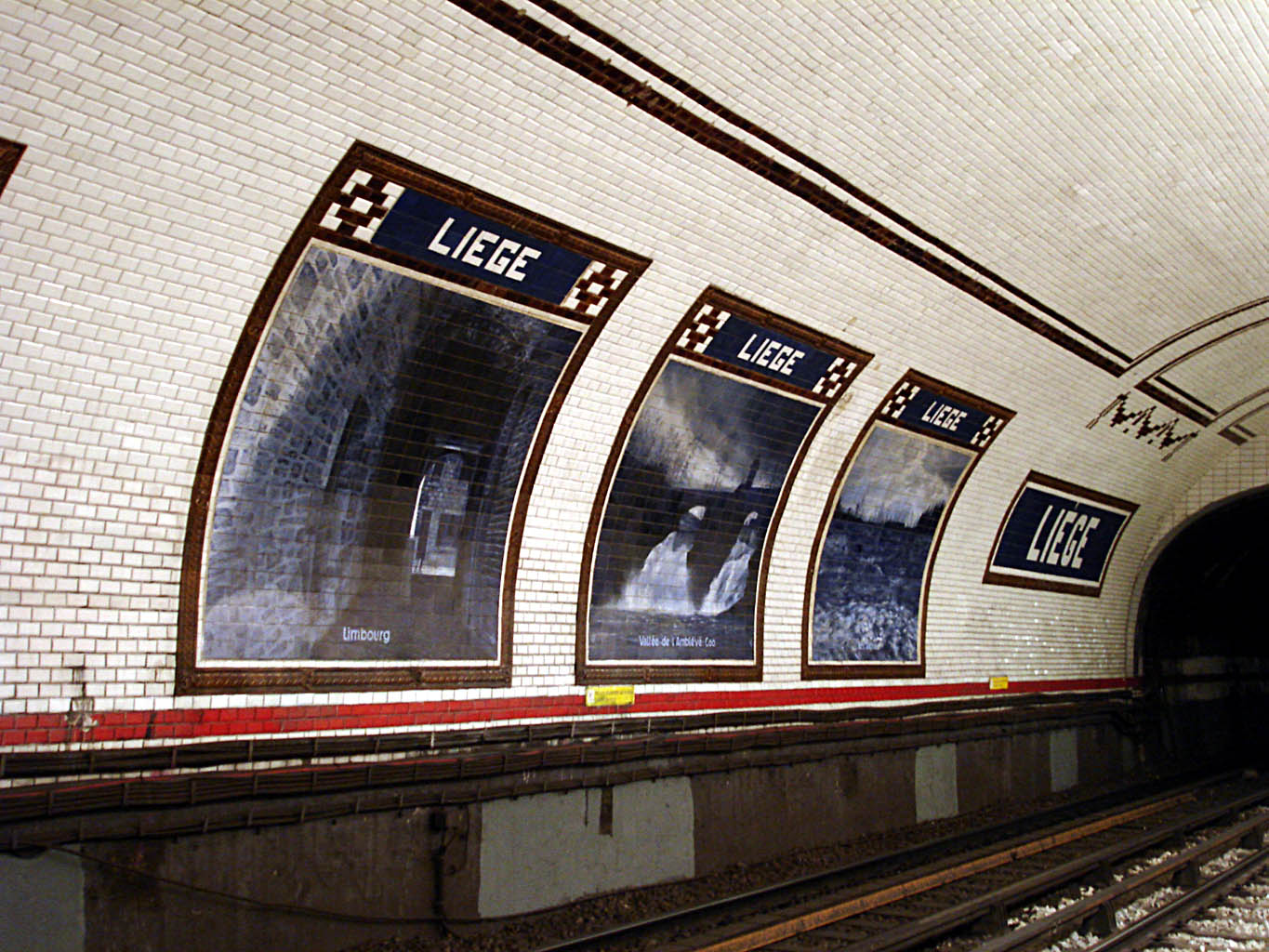
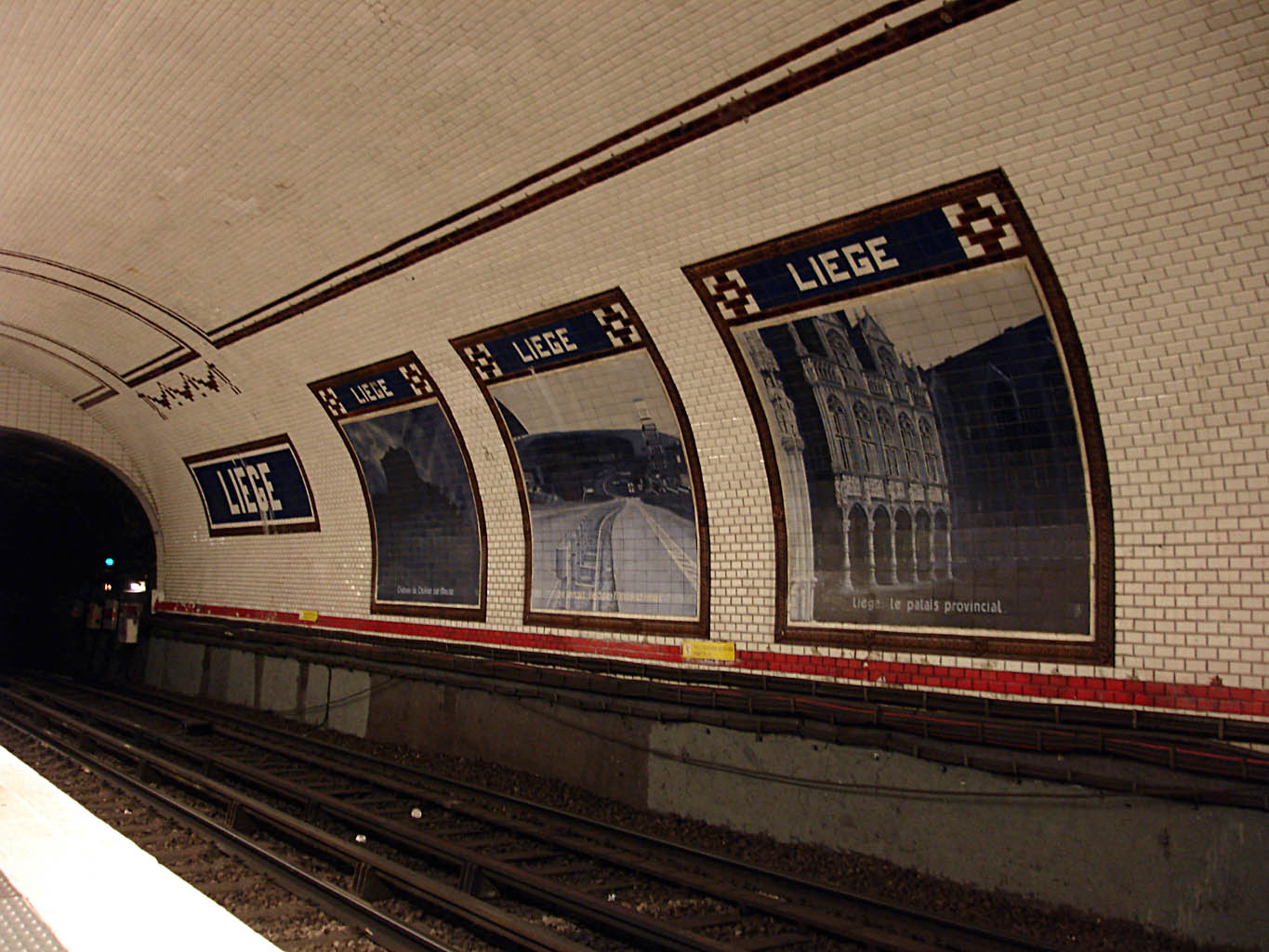
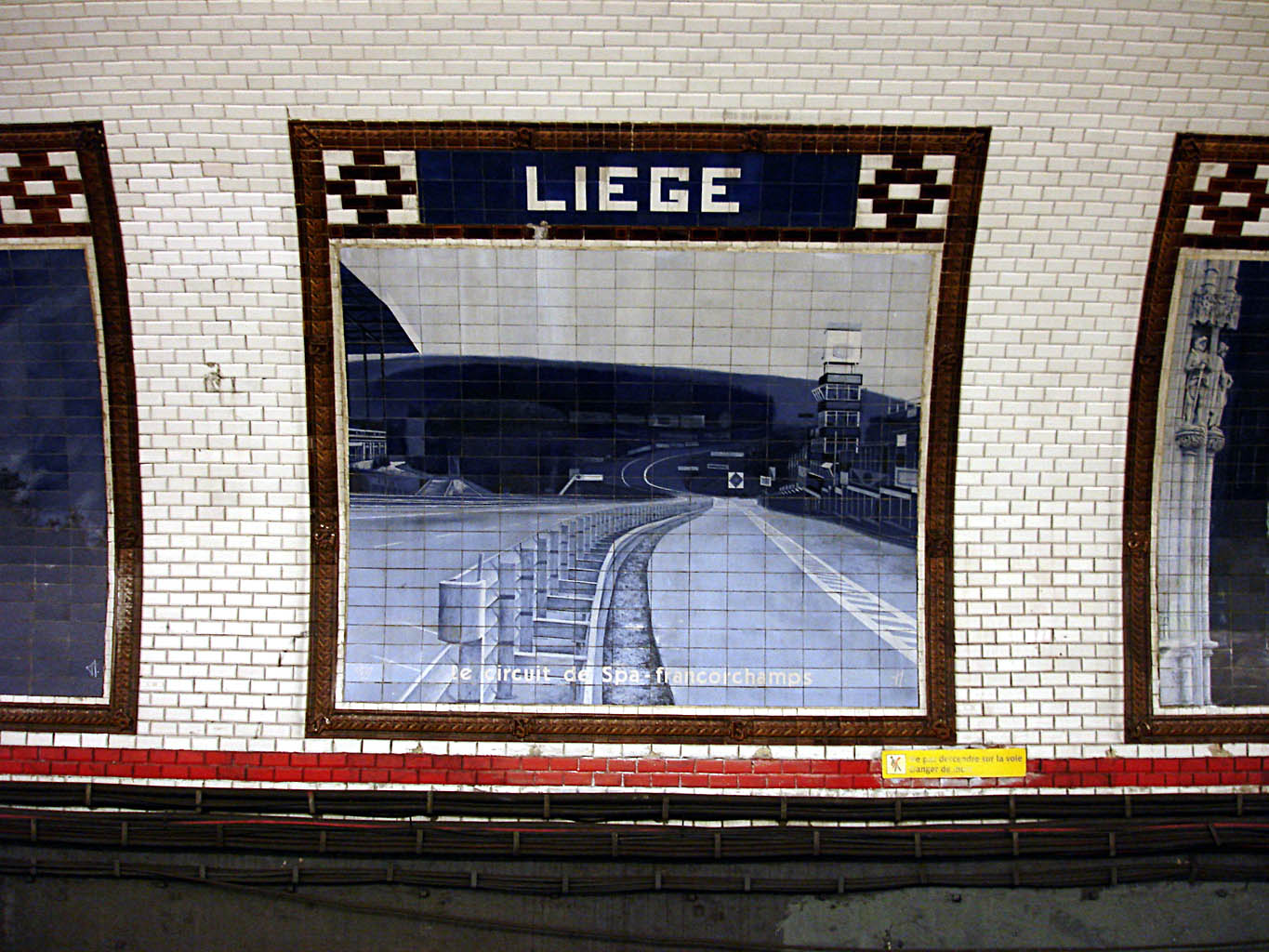
Fresque du circuit de Spa.
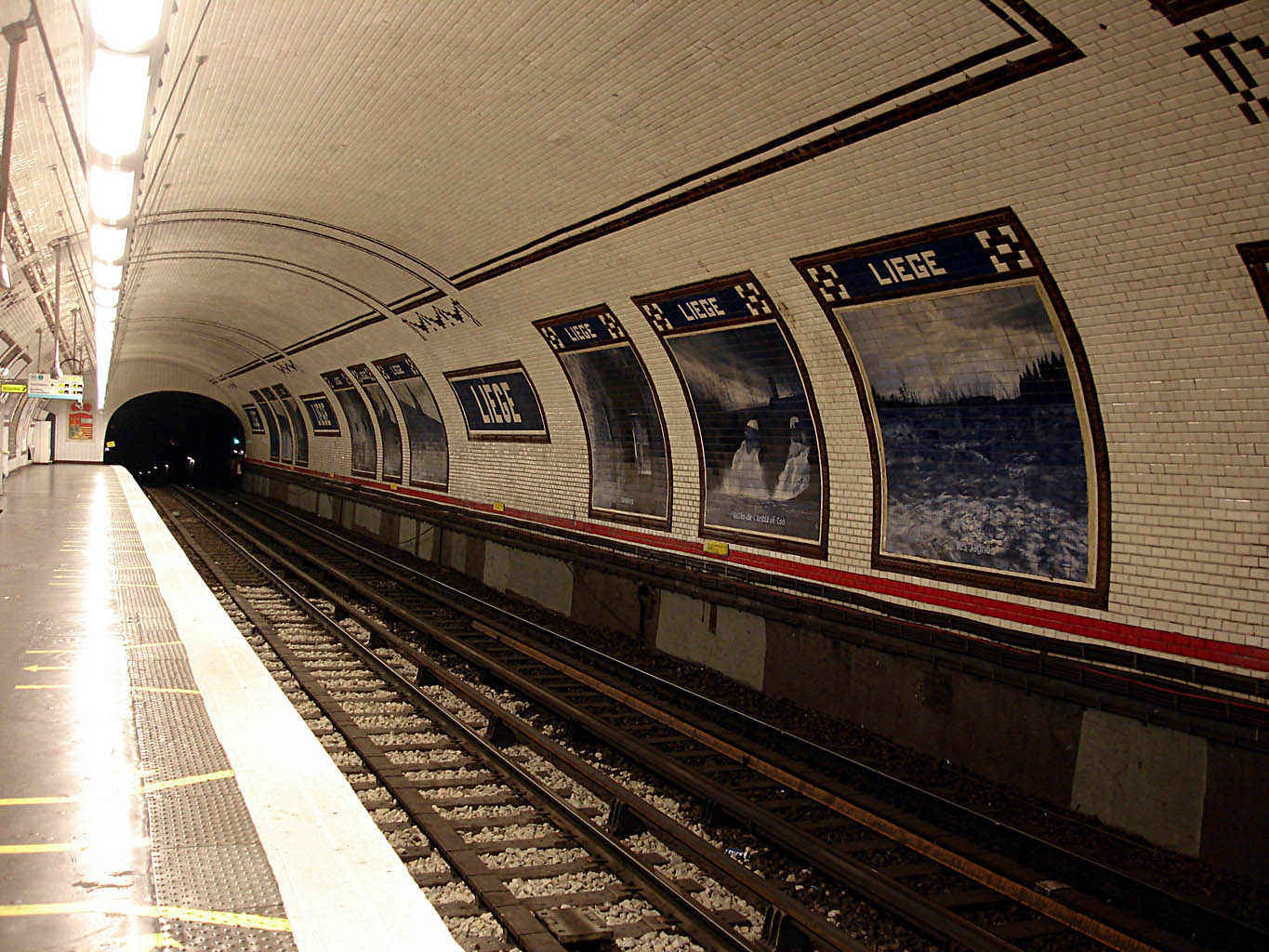
Vue d'ensemble de la demi-station sud.

### Intermodalité

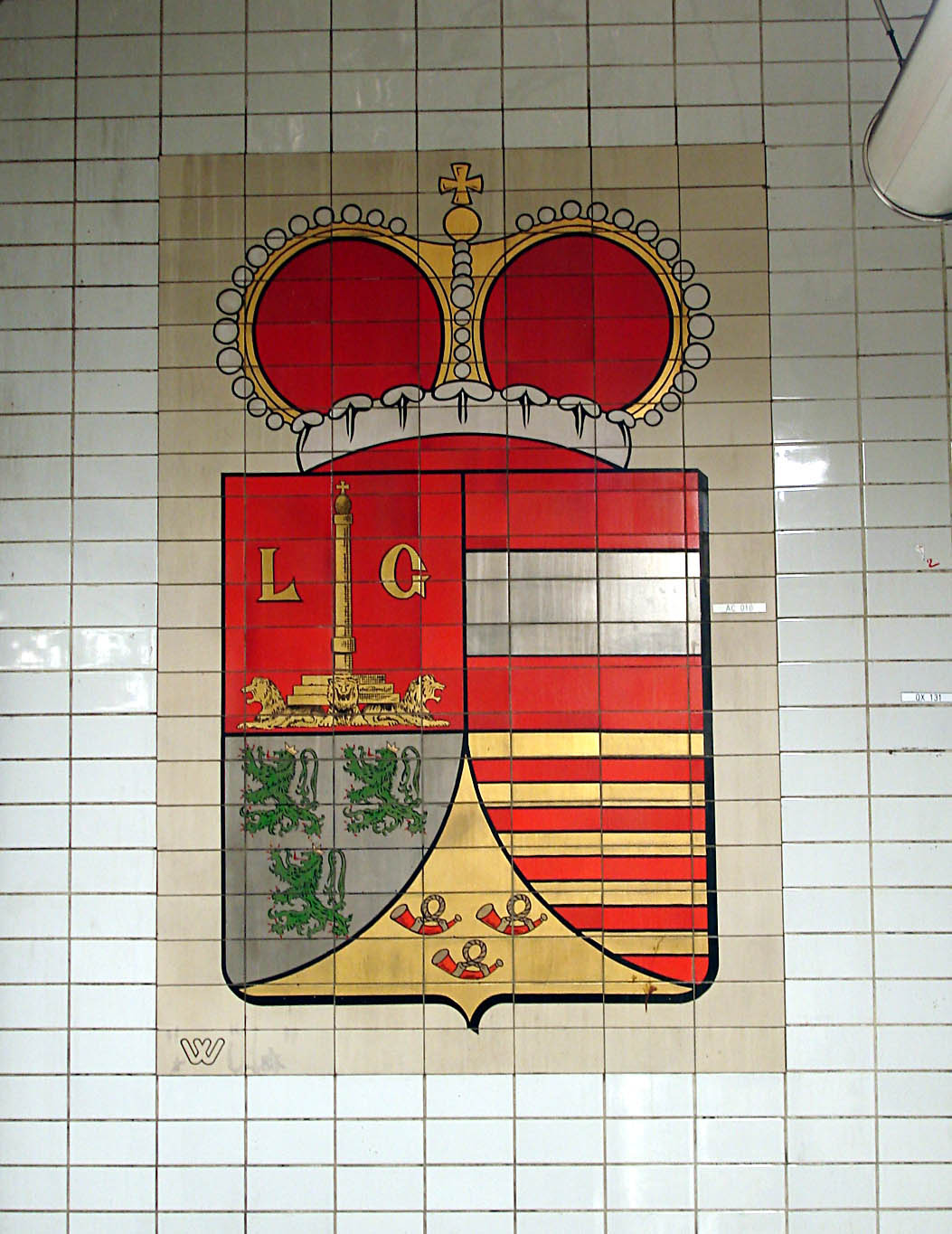
Blason de la province de Liège.

La station est desservie par les lignes 21 et 68 du réseau de bus RATP et, la nuit, par la ligne N01 du réseau Noctilien. Les arrêts en direction du nord sont situés à distance, sur la rue de Clichy.

## À proximité
- La Grande Comédie
- Théâtre de l'Œuvre
- Casino de Paris
- Église Saint-André-de-l'Europe